# Jaime Santos (actor)
Jaime Clímaco Santos (Bogotá, 7 de marzo de 1940-Ib, 1 de agosto de 2019) fue un actor, humorista y director colombiano. Era reconocido por destacar en varias producciones nacionales entre su participación en el personaje de Clímaco Urrutia en el programa de Sábados felices.

## Biografía

### Primeros años
Nació el 7 de marzo de 1940 en Bogotá. Estudió periodismo en la Pontificia Universidad Javeriana de Bogotá carrera que nunca la ejerció y se interesó por la actuación, estudiando en el teatro de Praga y que estuvo en la dirección teatral. 

### Carrera
A su regreso a Colombia se inicia como humorista en Sábados felices con el personaje Clímaco Urrutia y con la creación de Humberto Martínez Salcedo.
Fundó el Teatro Popular de Bogotá con Jorge Alí Triana en el cual se forma la escuela de formación actoral. 
En 1978 incursionó en el humor con su personaje en el que fue un éxito en la televisión nacional.
Ha actuado en las series como Escobar, el patrón del mal, Allá te espero y La ley del corazón. 
Ostentó como director creativo de teatros de Caracol Televisión hasta su muerte.

### Fallecimiento
El 1 de agosto de 2019 falleció en Bogotá tras sufrir unas complicaciones respiratorias.